# Jean de Bosschère
Pour les articles homonymes, voir De Bosschère.
 (décembre 2012).
Si vous disposez d'ouvrages ou d'articles de référence ou si vous connaissez des sites web de qualité traitant du thème abordé ici, merci de compléter l'article en donnant les références utiles à sa vérifiabilité et en les liant à la section « Notes et références ».
Jean de Bosschère (Uccle, 5 juillet 1878 - Châteauroux, 17 janvier 1953) est un  écrivain, peintre, dessinateur et graveur belge naturalisé français en 1951. Ce « paria » des lettres françaises est mort laissant une œuvre multiple (romans, poèmes, essais, journal, peintures, dessins, estampes, sculptures...). Admiré par certains écrivains mais largement méconnu du public, il a traversé les grands mouvements littéraires du siècle sans s'y attarder, plus enclin à arpenter « les ténébreuses frontières de l'humain »[réf. nécessaire] qu'à se mêler à la foule.
Philippe Jaccottet l'a défini[Où ?] : « Jean de Bosschère unit à l'exaltation de l'amoureux la précision scientifique d'un fils de botaniste. Aussi loin qu'il descendit jadis dans l'obscurité tourmentée de son âme, il a pénétré dans les mystérieux replis des parfums, des formes et des cris. »

## Biographie
Jean De Bosschere est né à Uccle le 5 juillet 1878. Il adoptera, outre un D minuscule à la particule, l'orthographe francisée de son nom avec un accent grave sur le E et la suppression d'un S pour que son patronyme soit de Boschère. Toutes ses œuvres seront publiées après 1944 sous le nom qu'il avait ainsi légèrement modifié.
Jean de Boschère est né dans une fratrie de sept enfants dont deux moururent en bas âge. Son père, Charles, était le fils d'Augustin, un jardinier d'Astene qui avait épousé à Hoboken en 1848 Marie Anne Martens, originaire de Venlo. Charles avait d'abord suivi des études d'instituteur à Lierre et s'intéressa ensuite particulièrement à la botanique, son père et son grand-père étaient eux-mêmes des jardiniers. Il écrivit plusieurs livres de botanique et d'horticulture. Il épousa Hélène Marie Nancy Vanderstock en 1875 à Anvers. Celle-ci était également la fille d'un instituteur. Dès 1877, Charles fut instituteur à Bruxelles et habitait Uccle, à la rue de la Station. Il enseigna ensuite, à partir de 1884, les sciences naturelles à Lierre où il avait été nommé. Dans cette petite ville flamande, Jean de Boschère vécut assez à l'écart de autres enfants de son âge et fut très peu assidu à l'école. En 1894, Charles est nommé à Anvers où il s'établit avec les siens. 
Jean de Boschère, lui, après avoir été en 1893 élève de l'Ecole d'horticulture de Gand, sans grand résultat d'ailleurs, fut autorisé par son père à s'inscrire à l'Académie royale des beaux-arts d'Anvers. Il effectua également son service militaire tout en fréquentant cette Académie. Là, il rencontra notamment Isidore Opsomer, Émile Vloors ou encore Walter Vaes. Mais après ses années à l'Académie, il ne fut point peintre, mais critique et historien de l'art. Il écrivit alors plusieurs études notamment sur la sculpture, la peinture et l'architecture flamandes des XVe et XVIe siècles. 
L'amitié et la solitude ont été les deux versants de l'attitude de Bosschère devant la vie. Toutes ses amitiés importantes, notamment avec  André Suarès, Oscar Vladislas de Lubicz-Milosz, Gabriel Bounoure, Jacques Audiberti, Joë Bousquet, René Daumal, Antonin Artaud, Benjamin Fondane et Balthus, furent provoquées par l'admiration littéraire et humaine avant d'être développées et entretenues par une association du cœur et de l'âme.
Par ailleurs, De Bosschère n'était pas seulement écrivain, il travaillait aussi comme artiste graphique, notamment en tant qu'illustrateur pour ses livres.
Il a illustré entre autres des ouvrages d'Oscar Wilde et d'Antonin Artaud. À partir de 1905 il réalise régulièrement des gravures pour illustrer ses propres livres, tels que Édifices anciens (1908), Dolorine et les ombres (1911), Twelve occupations (1916), Le Bourg (1922) et Job le pauvre (1923). Il travaille dans le style  art nouveau, aussi appelé  Jugendstil ou modern style, ce dernier terme étant peut-être le plus juste, puisque le style de De Bosschère présente des ressemblances avec l'œuvre d'Aubrey Beardsley. De Bosschère dessinait, tout comme Beardsley, des formes ondulantes et décoratives et des plantes stylisées, et se servait avec aisance de la répartition du noir et du blanc sur la surface. Les dessins imprimés en noir et ocre dans Dolorine et les ombres témoignent de l'intérêt que portait De Bosschère à tout ce qui est occulte et obscur.
Bosschère laisse de nombreux portraits de ses amis :  André Suarès, Antonin Artaud, Henri Michaux, Max Jacob, Jean Paulhan ou Jean Follain.

## Les femmes de sa vie
Tout d’abord sa mère qui eut sur lui une influence profonde. Sans l'orgueil et sans « les rêveries intempestives de ma » mère, je fus devenu un joli brigand, écrira-t-il plus tard. La bibliothèque classique de celle-ci le marqua également. Sa mère mourut le 24 août 1913, alors qu’il traversait une grave crise morale. Il écrira à un correspondant Puissiez-vous ne connaître que très tard l'effondrement qui » brise le fils à la mort de sa mère. A André Suarès, il écrira en septembre 1913 Ma mère est aujourd'hui la barrière contre l'idée du suicide qui revient par vagues furieuses... .
Il y eut ensuite son épouse, Jeanne Fanny Alexandra Janssens, qu’il épousa le 25 mars 1905 à Anvers. Mais ils ne vécurent ensemble que quelques années. Ils se séparèrent en 1912. La Sidonie dans son roman Satan l’obscur de 1933 est Jeanne Janssens. En 1917, ils décident de se séparer définitivement. Toujours encore en Angleterre, il obtint en octobre 1923 de la Cour de Justice de Londres a judicial separation. 
Vers 1915, il avait rencontré Anne Véra Hamilton, une jeune veuve qui avait deux enfants. Journaliste, celle-ci écrivait sous le pseudonyme de Muriel Barrow. C’est par l’intermédiaire d’André Suarès qu’il la rencontra. Il la décrira dans un roman sous le nom de Douce. Cette liaison se déroula tragiquement, avec la maladie de Douce, qui mourut en 1922. 
Enfin, durant la maladie de Douce, il rencontra à Londres Elisabeth d'Ennetières qui sera sa compagne durant 33 ans, l’accompagnant en Italie, à Paris et ailleurs, le soutenant toujours. Elle a publié un récit de leur vie commune Nous et les autres. C’est en février 1923 qu’il quitta définitivement Londres accompagné d'Elisabeth d'Ennetières.

## L'amitié de Max Elskamp
En 1909, quand paraît La Sculpture anversoise aux XVe et XVIe siècles, Bosschère l'envoie à Max Elskamp, poète qui occupe une position singulière puisqu'il n'a rien publié depuis onze ans et que son silence passe pour définitif. Elskamp, en effet, a rassemblé en 1898 sous le titre La Louange de la vie les quatre recueils parus à Bruxelles de 1892 à 1895. La même année, il a encore publié à Bruxelles Enluminures, puis il a cessé d'écrire. Bosschère a trente et un ans, Elskamp quarante-sept. Tout en confortant son admiration, le cadet va prendre en affection l'aîné, qui le lui rendra bien. Par l'échange de leurs impressions spirituelles, les deux hommes se lient profondément l'un à l'autre. Si les lettres de Bosschère à Elskamp ont été égarées, à quelques exceptions près, nous possédons celles d'Elskamp qui en donnent un témoignage subtil. Magnifique hommage rendu au poète et à l'ami, l'essai Max Elskamp de Jean de Bosschère, publié en 1914, demeure irremplaçable pour la connaissance du poète.

## La période londonienne
Établi à Londres en 1915, il y  rencontre Ezra Pound et les écrivains imagistes, et développe ses dons d'illustrateurs. Il écrit alors en anglais et entretient une amitié avec James Joyce, Aldous Huxley et T. S. Eliot. Son travail est publié dans The Little Review.

## L'Enragé
Au début de 1926, Bosschère s'installe près de la gare de Lyon, à Paris. Il y restera treize ans. Il rencontre Antonin Artaud à l'époque où il écrit son roman Marthe et l'enragé, dont Antonin Artaud dira dans  La Nouvelle Revue française, en septembre 1927 : « Après avoir démonté les rouages psychologiques de ses personnages, jusqu'aux plus fins, jusqu'à ceux qui ont une sensibilité de membrane, Jean de Bosschère les lance dans un drame effroyable dont les moindres péripéties sont décrites avec sens de l'orientation des lieux, avec des effets de perspectives mentales qui ont quelque chose de véritablement hallucinant ». En 1928, Robert Denoël fait appel à lui pour illustrer ses premiers ouvrages publiés dans une structure éditoriale où Artaud figure au catalogue.

## Satan l'Obscur
Jean de Bosschère a cinquante deux ans quand paraît, en 1933, Satan l'Obscur chez Denoël & Steele, roman autobiographique « où l'érotisme, la poésie, la religion et le sublime voisinent » (Antonin Artaud). Dans Satan l'Obscur, il évoque sa double liaison, avec Douce et sa fille Fryne, qu'il a vécue de 1916 à 1922. La complexité de la situation, la richesse psychologique du roman témoignent d'un homme hanté par des souffrances aiguës. L'Obscur, Pierre Bioulx d'Ardennes, est un homme tourmenté, non par une impuissance radicale, mais par une difficulté qui le contraint aux caresses raffinées, aux rites d'éclairages favorables et de dénudements partiels. Fryne trouve bon l'amour physique que Pierre trouve mauvais parce qu'il ne s'y sent pas assuré. Il fuira cette amoureuse après avoir remporté une victoire. Douce lui avait demandé d'ouvrir le cœur de sa fille, et il y est parvenu, mais il refuse cette nouvelle situation. En la quittant, il éprouve de la joie : « Vengeance infernale d'un homme corrompu par les défaites de ses luttes impossibles. » Pierre, celui par qui le bonheur n'arrive pas, est peut-être le versant négatif de Bosschère. Il a recours à cette amplification morale du mal qui serait en lui, probablement pour éviter d'être nu.

## Le dernier volet de la trilogie
Véronique de Sienne, achevé en 1933 et resté inédit, est le troisième volet d'une trilogie à base autobiographique qui comprend Marthe et l'Enragé et Satan l'Obscur. D'emblée, le lecteur est plongé dans un univers singulier où une femme vit sous le regard d'un esthète. La préciosité, qui est une qualité chez Bosschère, contribue à magnifier une Sienne sombre et secrète : « Pourquoi de telles nuits italiennes nous portent-elles à rendre un hommage d'amour à Shakespeare, toujours ? »

## Le renouvellement de l'écriture
En 1936, année où il termine L'Obscur à Paris, jaillissent les premiers poèmes qui marquent le renouvellement de son écriture. Ses proses parisiennes (L'Obscur à Paris et Paris clair-obscur – parus respectivement en 1937 et 1946) sont empreintes de ce voisinage en esprit. Vocabulaire étrange et luxuriant, discours sans concession témoignent de la préoccupation de l'artiste à qui observer ne suffit pas. Au-delà de notations précises, méticuleuses, il lui faut la transfiguration. L'humanité fort simple, et parfois en marge de la société, qu'il observe dans son quartier, et quelques zones limitrophes, il lui offre, par projection de soi et par la grâce du talent, la magnificence. Ce qui, sous la plume de tout autre, n'aurait été qu'un livre sur Paris, gracieux et fin, devient un chef-d'œuvre d'observation où sourd la construction intellectuelle et morale d'un homme tourmenté par l'humain.

## Les Paons et autres merveilles
Jean de Boschère a cinquante deux ans quand il vient vivre à Vulaines près de Fontainebleau en compagnie d'Élisabeth d'Ennetières avec laquelle il est parti pour l'Italie en 1922. Il a la tête pleine des beautés de la campagne romaine et bien des sensations de sa vie près d'Albano débordent de son cœur.
Les Paons et autres merveilles est un livre autobiographique où il est question des paysages et des oiseaux plus que de l'homme. Au-delà des premières apparences, Boschère offre un « sentiment de l'Italie » : un monde de lumière et de chaleur saisi dans une langue inaltérable. Cette dette envers la campagne romaine, Boschère la ressentira toute sa vie et il en comprendra l'importance. « C'est toujours dans le Pays du Merle bleu, où j'ai vécu avec le soleil, les fleurs et les oiseaux, que cela me fut révélé », écrira-t-il. Cette façon d'être prépare la voie d'une évolution lente et ardente où d'autres livres de nature s'ajouteront aux Paons.

## Les dernières années en Berry

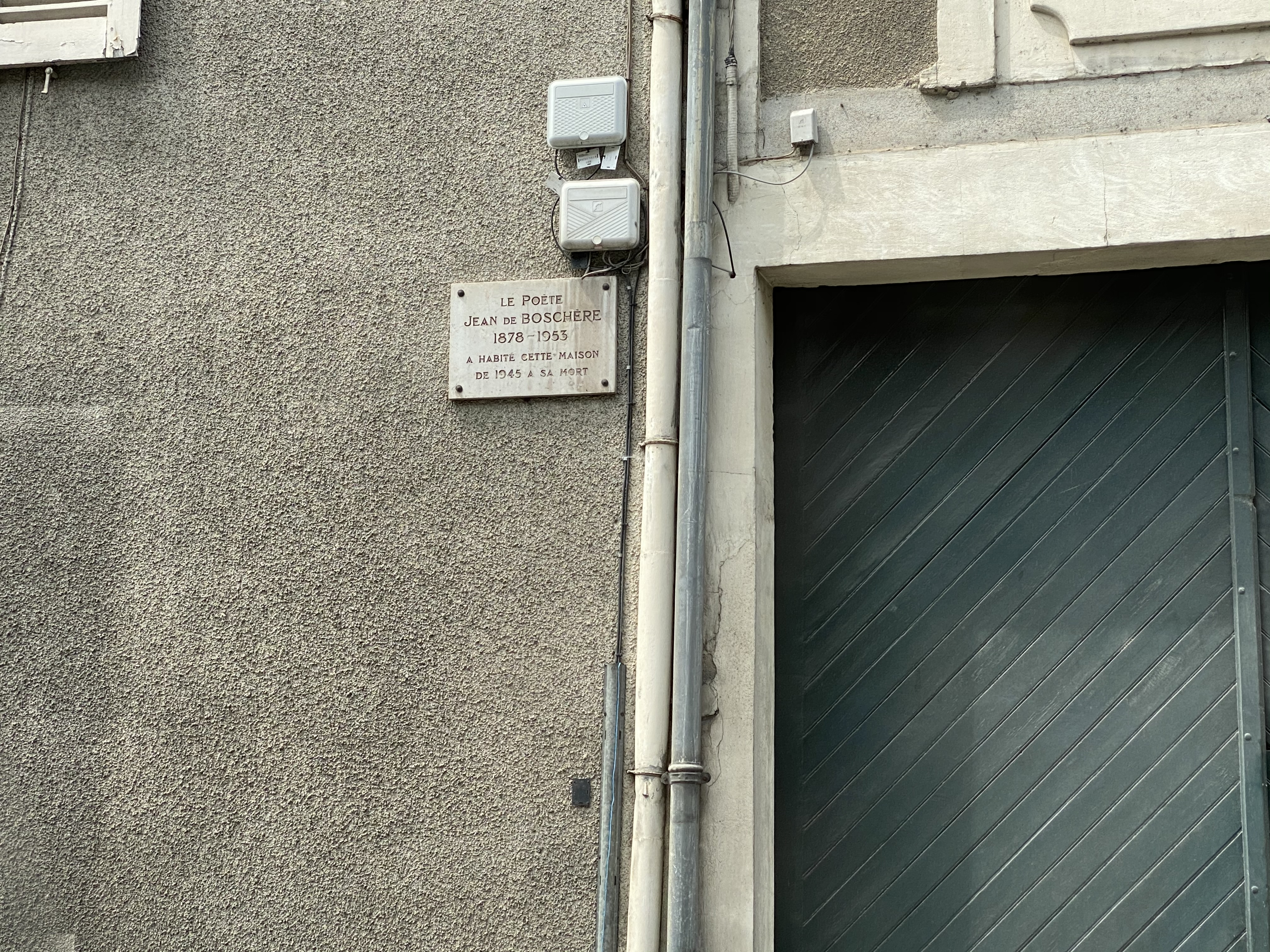

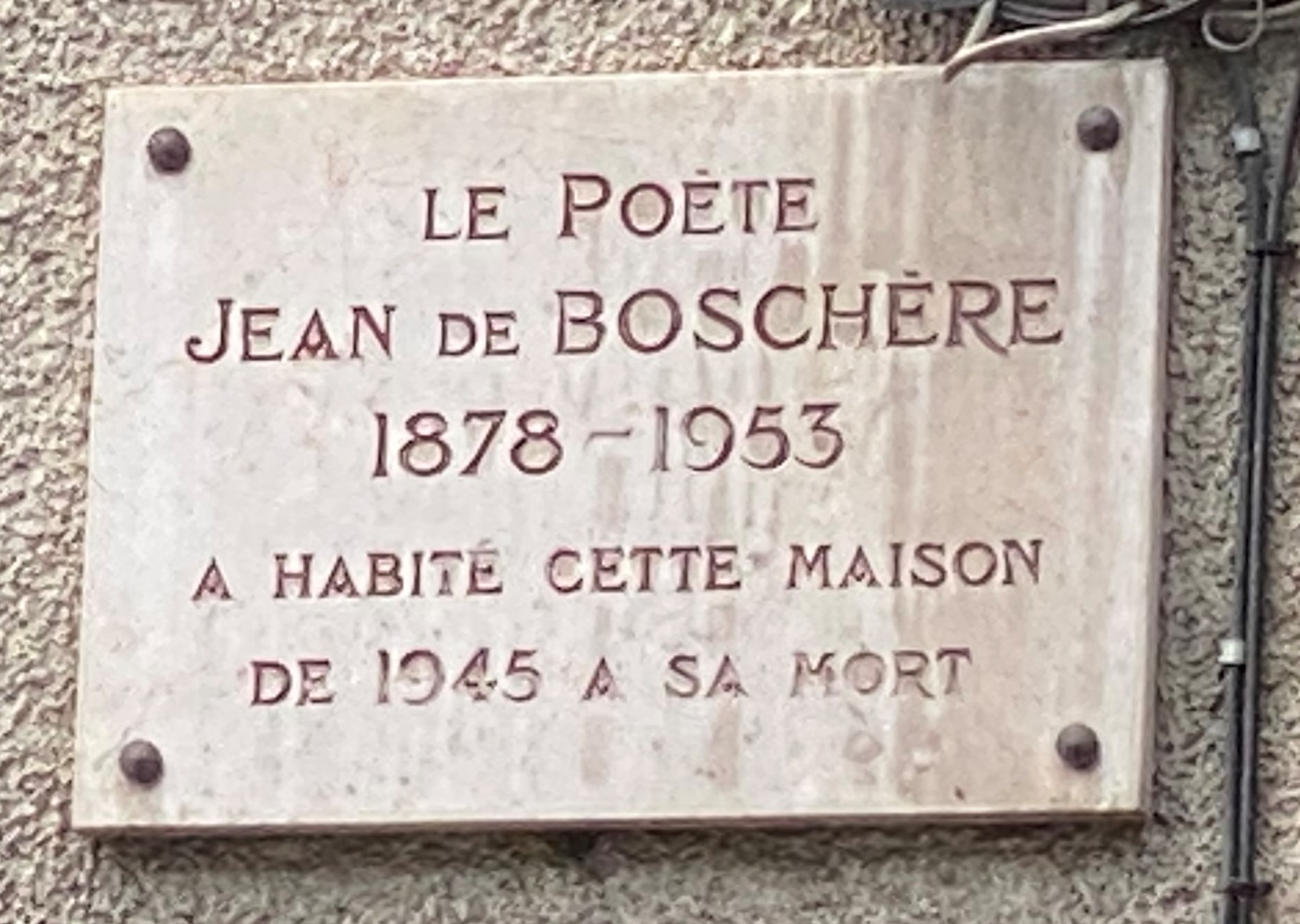

À la fin de la seconde guerre mondiale, Jean de Boschère s'installe à La Châtre, sous-préfecture de l'Indre, aux portes de la Vallée noire chère à George Sand et à quelques kilomètres de la maison de cette dernière à Nohant.
La demeure où Boschère passa les dernières années de sa vie, de 1945 à 1953, est située au 182 rue Nationale.

Elle lui rend aujourd'hui hommage par une plaque commémorative.
Ces années passées en Berry lui permettront de livrer ses ultimes œuvres, dont notamment les Lettres de La Châtre publiées après sa mort (cf. bibliographie ci-dessous).
Il est enterré au cimetière de La Châtre dans une tombe dans laquelle sa compagne d'un tiers de siècle, Elisabeth d'Ennetières, est venue le rejoindre : une simple pierre de granit, ornée d'un crucifix, sous laquelle ils reposent tous deux, et portant les lapidaires mentions Jean de Boschère 1878 - 1953 et Elisabeth d'Ennetières 1889 - 1986

## Œuvre publiée

### Textes
Nous présentons ici les ouvrages contenant principalement du texte, mais certains peuvent être illustrés.
- Édifices anciens, fragments et détails - Anvers, Imprimerie J.-E. Buschmann, Anvers, 1907
- Béâle-Gryne - Dorianède - Mirages en été - Arabesques - Paris, Bibliothèque de "L'Occident", 1909, tiré à 260 ex., illustré par lui
- Édité par les éditions Van Oest, Sculpture anversoise (1909) et Quinten Metsys, Collection des Grands Artistes des Pays-Bas
- Dolorine et les ombres, Paris, Bibliothèque de l'Occident, 1911 - avec un portrait de René Leclercq
- (en) 12 Occupations, trad. du fr. par Ezra Pound, Londres, Elkin Mathews, 1916
- (en) The Closed Door, Londres, John Lane The Bodley Head, 1917 (poèmes traduits et illustr. par lui)
- (fr) Job le Pauvre, Londres, Jacques Povolozky & Cie [1922]
- Marthe et l'enragé, présenté par Antonin Artaud, La Nouvelle Revue française no 168, septembre 1927, publié ensuite par Émile-Paul Frères - rééd. aux éd. Granit, coll. de la Lanterne, (1977), puis par Christian Berg, coll. « Espace Nord », Liège, L. Pire, 2010
- Ulysse bâtit son lit, poèmes, J. O. Fourcade, 1929; rééd. Granit, coll. de la Clef no 2, 1977.
- Satan l'Obscur, roman, coll. « Loin des foules », Denoël & Steele, 1933 - rééd. La Différence, 1990
- Les Paons et autres merveilles, Librairie Stock, Delamain et Boutelleau, 1933 - rééd. La Différence, 1999
- Élans d'ivresse, poèmes illustrés, Éditions Sagesse, 1935
- Dressé, actif, j'attends (1936), choix de poèmes présentés par Michel Desbruères, Éditions de la Différence, coll. « Orphée », Paris, 1991
- Poèmes de l’obscur, Granit, 1977, (éd. Michel Desbruères)
- L'Obscur à Paris, roman, Denoël, 1937
- Mouches à miel. Échos poèmes, revue lancée par De Bosschère, 4 no, Éditions des presses du hibou, mars 1938-janvier 1939
- Palombes et colombes, coll. « Les livres de la nature », Stock, 1940
- Vanna dans les jardins de Paris, roman, Robert Laffont, 1945
- Grollier, l'Oiseau des Îles, L'Amitié par le Livre, 1954, illustré
- Contes de la neige et de la nuit prés. par André Lebois, L'Amitié par le Livre, 1954
- Paris clair-obscur, Calmann-Lévy, 1946
- Héritiers de l'abîme, poèmes, Paris, Au parchemin d'antan, 1950
- Fragments du Journal d'un rebelle solitaire, Rougerie, 1952 - rééd. en 1980
- Le Paria couronné, poèmes, préf. de Robert Guiette, Subervie, 1956 [posthume]
- Correspondance de Max Elskamp et Jean de Bosschère, prés. par Robert Guiette, Bruxelles, Académie royale de Langue et de Littérature françaises, 1963
- Lettres de La Châtre à André Lebois, Denoël, 1969.
- Jérôme Bosch et le fantastique  (préf. Jean Cassou), Paris, Albin Michel, 1962, 250 p. (lire en ligne).

### Illustrations
- Gulliver's Travels de Swift, Londres, William Heinemann, 1920
- The Golden Asse of Lucius Apuleus, Londres, John Lane The Bodley Head, 1923 - dessins
- The Love Books of Ovid, Londres, John Lane The Bodley Head, 1925 - 24 planches
- L'Âne d'or d'Apulée, Paris, Robert Denoël - À l'enseigne des Trois magots, 1928 - 67 dessins
- Little Poems in prose de Baudelaire, Londres, Edward Titus, 1928 - 12 gravures
- [frontispice] pour L’Art et la mort d’Antonin Artaud, À l'enseigne des Trois magots, Robert Denoël, 1929
- The Comedies of Aristophanes - Volume 1 & 2, Londres, Rarity Press Inc., 1931
- Portraits d’amis, 29 portraits, Éditions Sagesse, mars 1935
- The Adventures of Alcassim : An Iranian Entertainment de Pickard, W. Bashyr, Londres, Jonathan Cape, 1936
- Ten Droll Tales de Balzac, Londres, Abbey Library, s.d. [1930 ?]

## Pour approfondir